# Научно-мемориальный музей профессора Н. Е. Жуковского
Научно-мемориальный музей профессора Н. Е. Жуковского — музей, посвященный жизни и научному творчеству русского учёного, математика и механика, одного из основоположников авиационной науки Н. Е. Жуковского. В настоящее время входит в состав Государственного музея истории космонавтики имени К. Э. Циолковского.

## История
Музей был создан по Постановлению Совета Министров СССР «Об увековечивании памяти Н. Е. Жуковского и к 100-летию со дня его рождения» (1947) в историческом здании 1912 года постройки, а открыт 17 января 1956 года. В создании Музея принимали участие непосредственные ученики и сотрудники Н. Е. Жуковского — А. Н. Туполев, А. А. Архангельский, К. А. Ушаков, Г. Х. Сабинин, академики-аэродинамики — С. А. Христианович, М. В. Келдыш.
Первым научным руководителем музея была Заслуженный деятель культуры России Н. М. Семёнова, более сорока лет возглавлявшая музей. До 2011 года музеем руководил доктор технических наук, профессор А. П. Красильщиков
Экспозиция музея расположена в здании, где в 1915 году открылись теоретические курсы авиации, а позже, сразу после создания в 1918 году, начал свою работу Центральный аэрогидродинамический институт (ЦАГИ). Здание является памятником истории и состоит из двух разновременных и стилистически различных построек: 1786—1787 годов и 1914 года, последняя возникла после реконструкции архитектором В. Ватковым принадлежащих купцу Михайлову зданий. Другие окружавшие в 1918 году здание постройки все были снесены в 1920 году при строительстве новых корпусов ЦАГИ.
Во дворе музея перед входом в него в 1958 году был установлен бронзовый бюст Н. Е. Жуковского работы скульптора Г. В. Нерода. Надпись на постаменте гласит: «Человек полетит опираясь не на силу своих мускулов, а на силу своего разума». Н. Жуковский".
На стене здания музея установлена мемориальная доска с надписью: «В этом доме работал в 1915—1920 гг. отец русской авиации Николай Егорович Жуковский»

### Экспозиция музея
Экспозиция размещена в пяти залах:
- Научная биография Н. Е. Жуковского до 1918 года.
- Создание Н. Е. Жуковским научно-экспериментальной аэромеханической базы в России.
- Создание и первые годы работы ЦАГИ (1918—1937 гг.)
- ЦАГИ в предвоенные годы и годы Великой Отечественной войны.
- Авиационная наука и техника в эпоху развития реактивной авиации.

Значительную часть музейного фонда составляют подлинные рукописи и документы биографического характера, личные библиотеки Н. Е. Жуковского и его учеников, а также мемориальные вещи.
В коллекции музея есть модели самолётов, вертолётов, планеров, в том числе подлинный планер Отто Лилиенталя (приобретенный Н. Е. Жуковским во время поездки в Берлин в 1895 году) и модель самолёта «Илья Муромец» конструктора Игоря Сикорского (построенная на Русско-Балтийском вагоностроительном заводе в 1915 году), первых отечественных реактивных ракет, макеты первого искусственного спутника Земли, космического корабля «Восток», модели двигателей, модели аэродинамических труб и подлинная аэродинамическая труба, построенная учениками Н. Е. Жуковского — членами Воздухоплавательного кружка Московского Императорского Технического Училища (ныне МГТУ им. Н. Е. Баумана) в 1909 году.
Имеется коллекция значков по авиационно-космической и морской тематике («300 лет Российского Флота»), скульптурные портреты выдающихся авиаторов, картины.
Основной фонд музея насчитывает 54000 единицы хранения. Фонд негативов музея насчитывает более 35000 единиц хранения по истории авиационной науки и техники.
Научно-мемориальный музей Н. Е. Жуковского до его передачи в состав Государственного музея истории космонавтики имени К. Э. Циолковского длительное время находился в административном ведении ЦАГИ.

### Мероприятия
Подводятся итоги ежегодного конкурса среди российских учёных с присуждением золотой и серебряной медалей имени профессора Н. Е. Жуковского за лучшие работы по теории авиации и происходит торжественное вручение премий.
Регулярно проводится научный семинар имени С. М. Белоцерковского.

### Филиалы
Музей-квартира академика С. А. Чаплыгина (открыта в 1979 году) по адресу: Москва, улица Чаплыгина, д.1a, кв. 37. Перед зданием музея установлен бюст учёному.